# استنجا
استنجا اصطلاح اسلامی برای عمل استفاده از آب برای پاک‌سازی خود پس از ادرار یا دفع مدفوع است. استنجا از سنت‌های پیامبر اسلام است. این عمل به معنای پاک کردن هر آنچه از دستگاه تناسلی یا مقعد خارج شده است با استفاده از آب. دستمال توالت و ابزارهای پاکیزه دیگر مانند سنگ نیز می‌توانند علاوه بر آب برای پاک‌سازی منطقه استفاده شوند. استجمار به عملی مشابه اشاره دارد که تنها از سنگ، دستمال توالت، یا هر چیز پاکی به‌جز آب استفاده می‌شود. هدف از این عمل، از بین بردن ناپاکی و حفظ بهداشت بر اساس قوانین و اصول اسلامی است.
در خانه‌ها و کشورهایی با اکثریت مسلمان، آب برای بهداشت توالت به‌عنوان استانداردی پذیرفته شده استفاده می‌شود و از وسایل مختلفی برای حمل آب استفاده می‌شود؛ مانند تابو در جنوب شرقی آسیا، بوتا در غرب آفریقا، یا لوتا در شبه‌قاره هند. همچنین، استفاده از شطاف به‌صورت بین‌المللی رایج است و به‌جای دستمال توالت یا همراه با آن استفاده می‌شود.

## طهارت شرعی
استنجا بخشی از فقه اسلامی مرتبط با بهداشت و پاکی شرعی بدن و روح در اسلام است. در قرآن در این باره آمده است که: «در آن مردانی هستند که دوست دارند پاکیزه شوند و خداوند پاکیزگان را دوست دارد.»